# Марківка (Сумський район)
Маркі́вка — село в Україні, у Миколаївській селищній громаді Сумського району Сумської області. Населення становить 730 особи. До 2016 орган місцевого самоврядування — Марківська сільська рада. Після утворення Миколаївської селищної ОТГ  у 2016 — центр Марківського старостату.

## Географія
Село Марківка знаходиться на березі річки Сула, вище за течією на відстані 2,5 км розташоване село Хутір, нижче за течією примикає село Луциківка. Через село проходить автомобільна дорога Т 1906.
В селі розташовувалась центральна садиба Марківської сільської ради. До Марківської сільської ради відносились с. Марківка, с. Рудка, с. Хутір, с. Марусино (неіснуюче, ліквідоване у 80-х ) та с. Кобзарі (неіснуюче, із 1994 року).

## Історія

### Давні часи
Територія поблизу сучасного с. Марківка була заселена в давні часи. Так, до місцевих пам'ятників стародавніх історичних подій у середині XIX ст. відносили обширні насипи на берегах р. Сули, які починались від с. Печище. Під час робіт по оздобленню саду тогочасного поміщика частина цих насипів була розкопана та було знайдено військове спорядження, зокрема: кінська збруя та довгий меч, гострий із обох сторін, на якому були зображені знаки.
У наш час такі об'єкти класифіковані як кургани. Поблизу села, зліва від дороги Марківка — Штепівка наявний курган, поблизу с. Перше Травня — курган та курганний могильник, на захід від с. Рудка — курган.

### Слобідська Україна
У середині XVII ст. на місці теперішнього села були вільні слобідські землі Лівобережної України. Політичні та соціальні обставини 50 — 60 років XVII ст. зумовили переселення на цю територію українського населення з центрального Лівобережжя та Правобережжя Дніпра.
Власної долі за Дніпром спробували пошукати й представники старшинського роду Голубів. Один із них, Марко Алфьоров (Оліференко / Оліферович) — син гетьмана Оліфера Голуба, розпочав службу в 1661 році з рядового першої Сумській сотні та дослужився до сотника (1670—1679, 1685—1714 р.р.) Сумського слобідського козацького полку.
У 1662 та 1664 роках у реєстрах Сумського полку Марко відсутній. Імовірно, що в ці роки він їздив до Гетьманщини, де набирав групи переселенців. Відсутність Марка Алфьорова в Сумському полку конкретно в 1664 р. напряму пов'язана з першою згадкою (у 1665 р.) про існування с. Марківка. Місце, із якого Марко Алфьоров вивів переселенців на власні помісні ґрунти, — район містечок Канів, Стеблів, Вільшани — давніх територій осідлості Роду Голубів. Заселивши кілька сіл і придбавши землі та майно на території Сумського полку, Марко Алфьоров увійшов до впливової старшинської групи, що гуртувалась навколо полковника Герасима Кондратьєва.
У 1671 р. в с. Марківка було побудовано дерев'яну церкву на честь Апостола та Євангеліста Марка — янгола засновника села. Через 50 років (у 1720 р.) церква згоріла від удару блискавки. У подальшому храм було відновлено на тому ж місці.
У 1689 р. в нагороду за службу Марко Алфьоров офіційно отримує від полковника Кондратьєва дикопорожні землі від витоку річки Сула, по течії, до меж с. Марківка (до цього часу це була «займанщина»). Ці землі, а також інші маєтки, були затверджені за Алфьоровими і царськими «височайшими грамотами» та стали спадковими.
22-24 листопада 1708 р. у маєтку М. Алфьорова в с. Марківка перебував Петро І, який проводив тут військову нараду щодо переміщення військ, які брали участь у Північній війні (1700—1721). Тут вирішено «пехоте всей стоять в Лебедине, у Михайловке, у Межиричах», а штаб–квартиру перенести до м. Лебедина як однієї з добре укріплених фортець Слобожанщини. Попри близькість шведської армії та козаків І. Мазепи, московські командири відсвяткували в с. Марківка іменини Меншикова — ката міста Батурин. З нагоди св'ята був влаштований фейерверк.
Після смерті Марка Алфьорова (1714 р.) маєток в с. Марківка відійшов його синам: Кіндрату (його частина Марківки розійшлась, як придане, по жіночих нащадках) та Якову (чоловічі нащадки не втримали село в родинній власності).
Згідно з переписом 1732 р. сумський полковий осавул Кіндрат Марков (спільно з дружиною померлого брата Якова) у с. Марково має 146 дворів (232 будинки з 771 підданим); 3 священицькі двори на 11 підданих та одну школу з 3 учнями. Піддані працюють 2 дні на тиждень.
У 1732 р. священиками в селі Марківка були Семенов Григорій та Іванов Федір.

### У складі Московської держави
З 1765 р. село входить до Слобідсько-Української губернії Російської імперії. В 1773 р. с. Марківка є населеним пунктом Межирицького комісарства Сумської провінції Слобідсько-Української губернії. На той час в Марківці проживають 1 866 жителів (940 чоловіків та 926 жінок). З 1780 р. село входить до Недригайлівського повіту Харківського намісництва, в 1797 р. знову в поновленій Слобідсько-Українській губернії, а з 1835 р. у новоствореній Харківській губернії.
У 1778 р. священиком церкви Апостола та Євангеліста Марка був Єфим Алєнніков.
У 1782 р. найбільшими поміщиками в с. Марківка були полкова осавульша Олена Алферова з дітьми — 708 підданих, губернський прокурор Федір Яцина — 616 підданих, титулярний радник Василь Богаевський — 507 підданих.
У 1801 р. влаштований був третій дерев'яний храм, у кінці Марківки на південній стороні, з купленого в Лебедині Преображенського храму. У цій церкві, на стіні південного боку, були вирізані слова: «1708 місяця листопада був у цей церкви Цар Петро I і читав Апостол», тобто, коли вона була в Лебедині. Священиком даної церкви, яку в с. Марківка також освятили в ім'я Св. Еванг. Марка, в 1802 р. був Павло Алєнніков. Ця церква 30 листопада 1834 р. згоріла з усім майном і архівом.
У 1836 році була збудована кам'яна церква з дзвіницею, на тому місці, де існували перші дві, і освячена в ім'я Преображення Господнього. Будівельником її був поміщик с. Марківка, полковий осавул Ігнатій Савич Заславський. Іконостас, начиння, ризниця, богослужбові книги для храму — дар Заславського. Пожертвування його на облаштування і прикрасу храму сягали 20 000 рублів сріблом.
Число прихожан: в 1730 році — 772 чоловіків та 761 жінок; в 1750 році — 850 чоловіків та 836 жінок; в 1770 році — 985 чоловіків та 960 жінок; в 1790 році — 1167 чоловіків та 1176 жінок; в 1810 році — 1275 чоловіків та 1298 жінок; в 1830 році — 1345 чоловіків та 1410 жінок; в 1850 році — 1441 чоловіків та 1521 жінок.
Прихід багато терпів випробувань. Після пожежі 1720, сарана не раз винищувала хліб на полях; з 1800 по 1811 рік вона майже щороку змушувала марківців терпіти голод. У 1829 та 1840 році був падіж на рогату худобу; в 1831 і 1848 роках — холера; востаннє померло від неї 70 осіб, в 1835 і 1839 роках страждали жителі від неврожаїв хліба.
З 1856 року с. Марківка територіально та адміністративно відноситься до Лебединського повіту Харківської губернії. В 60-х роках XIX ст. Марківка було великим селом: крім традиційного сільського господарства також розвивалось виробництво: засновано винокурний завод (1864, власник — Добросельский А. М., колл.сек.), працює селітряний завод (власник — Велецкий Г. В., колл.сек.). Відбувались 2 щорічні ярмарки, а з 1866 р. — 3 (три): Марківська (25 квітня); Преображенська (6 серпня) та Лукіна (18 жовтня). В 1888 р. по ініціативі сільського вчителя Літкевича Ф. Н. (надалі обійняв посаду бібліотекаря) та поміщика Добросельського В. М. було організовано Марківську сільську суспільну бібліотеку. В 1890 році фонд бібліотеки налічував 2 419 книг (вагомий внесок був від Харківського товариства грамотності — 1 572 книг), а кількість читачів сягала 1342 особи, в основному це були селяни волості, менше книгами цікавились дворяни, священики та міщани. Наявні відомості про Марківське сільське училище (відкрите в 1863 році), у якому станом на 1871 рік навчалось 42 хлопчики. Викладання — російською мовою.
У 1892 р. утворено Марківську волость, як одиницю станового селянського самоврядування. В селі організовано волосне управління (наявні старшина та писар) та волосний суд (наявний волосний суддя). В 90-х роках XIX ст. в селі почало діяти поштове відділення (з 1915 р. — поштово-телеграфне відділення).
У 1904 р. працюють винокурний завод та млин (власник — Величко О. Л., д.ст.радник; управляючий Мамонтов Василь Іванович), відбуваються 4 щорічні ярмарки (Проводская (2 дні), Преображенская (5-6 серпня), Лукіна (17-18 жовтня) та Ігнат'євська (19-20 грудня)).
У 1905 р. найбільшими землевласниками в с. Марківка (мали 300 десятин землі та більше) були Добросельський В. М., Камінська О. В.,Карпова Г. В.,Сміттен Г. Л. та Фролова Г. Л. У червні 1905 року розпочались потрави пасовищ, що були орендовані Величко О. Л. у спадкоємців поміщиці Камінської О. В. (орендатор не дозволяв селянам випасати там власну худобу). Місцева влада не могла припинити цього руху: земського начальника Камінського О. М., що виїхав на місце потрав, селяни прогнали грудками землі та камінням; поранено було й самого поміщика Величка О. Л. Від місцевого попа селяни вимагали прочитати маніфест про землю. В результаті безладів, які розпочались в с. Луциківка, а продовжились в с. Марківка було пограбовано та підпалено винокурний завод, власником якого також був Величко О.Л. Проте пожежу погасила адміністрація заводу та окремі жителі села. Для придушення виступу в село були прислані карателі, між ними та бунтівниками сталась збройна сутичка.
У 1909 р. в с. Марківка проживало 3 506 жителів.
У 1911 р. розпочала роботу вузькоколійна залізниця Амбари — Веринський завод — Марківка (загальна довжина колії — 31 км, враховуючи відрізок Марківка-Луциківка) збудована цукрозаводчиком Харитоненко П. І. для постачання сировини та матеріалів на Веринський цукровий завод в Миколаївці та подальшого вивезення готової продукції на станцію Амбари. Відрізок Марківка — Миколаївка (смт.Жовтневе) функціонував десь до 1955 року.
В 1912 р. в селі організовується кредитне товариство — «Марківське кредитне товариство» та товариство взаємодопомоги — «Марківське товариство споживачів». Працює винокурний завод № 103 та ретифікац. (власник — Величко О. Л., управляючий Мамонтов Василь Іванович), а також газогенераторний млин (власники брати Дработови), на яких були задіяні 25 та 4 працівники, відповідно. Існувало Марківське двухкласне училище, працював фельдшерський пункт (ветеринарний) та земська лікарня.
В 1913 році згідно статистичних даних в Марківці проживало 4 309 жителів, в 1914 році — 4 039 жителів, в 1915 році — 3 593 жителів[14]. На зменшення чисельності населення, в основному, вплинула часткова (в 1913 році призвано 265 чоловік), а потім і загальна мобілізація до російського війська під час 1 світової війни.
Священиками церкви Преображення Господнього в с. Марківка були Попов Стеф. Ів.(в період з 1878 по 1913 р.р.) та Сирятский Дм. Павл.(в період з 1914 по 1917 р.р.)

### Українська революція
Село у складі УНР з листопада 1917 р. А вже в грудні 1917 р. розпочинається інтервенція більшовицьких військ. Згідно радянської історіографії саме в кінці грудня 1917 р. в селі встановлено радянську владу. Після підписання Берестейського миру 9 лютого 1918 німецькі війська звільнили окуповані більшовиками українські землі, у тому числі і територію Лебединського повіту. Знову було відновлено владу УНР. Згідно прийнято Центральною Радою закону про адміністративно-територіальний поділ України (березень 1918 р.) територія нашого краю повинна була увійти до регіону «Слобідщина» з центром у м. Суми. Проте, цим планам не судилось здійснитись. 29 квітня 1918 р. за підтримки німецьких військ відбувся переворот, який проголосив генерала П.Скоропадського гетьманом Української Держави. Територія Лебединського повіту з квітня по листопад 1918 р. була під гетьманською владою. Після повалення П.Скоропадського нова українська влада знову зіткнулася з агресією більшовицької Росії (взимку 1918—1919 р.р.). Влітку 1919 р. через територію Лебединського повіту в наступ на Москву пішла біла Добровольча армія на чолі з ген. Май-Маєвським, який славився жорстоким відношенням до червоних. Проте вже до листопаді 1919 р. війська Добровольчої армії були відкинуті більшовиками на лінію Суми — Белгород — Новий Оскол. В роки інтервенцій, всі сторони, як то німці, більшовики чи білогвардійці, відзначались грабунками мирних людей, примусовими експропріаціями та терором.

### Період першої присутності комуністів
У кінці 1919 р. більшовики остаточно прийшли до влади в краї. В селі було створено Марківський волосний революційний комітет (волревком) та почала відновлюватись радянська влада.
У 1921 р. загони Н. І. Махна розгромили в Марківці волревком та активістів, які тероризували населення грабунками та соціальними експериментами. Щоправда, й самі реквізували товар на спиртовому заводі і запалили спирт в чанах, аби не дістався ворогу, за що офіційною владою був затавровані як «бандити» та «грабіжники». Про те прості жителі села говорять про ті події по іншому: повстанці захопивши завод, взяли звідти цукор та зерно та роздавали людям, що дозволило багатьом сім'ям вижити, «бо в нас тоді було голодно» згадують очевидці.
У 1922 р. в с. Марківка налічувалось 551 дворів з 3 658 жителями.
У 1923—1925 р.р. село входило до Сумського округу Харківської Губернії УСРР; в 1925—1930 р.р. — до Штепівського району Сумської округи УСРР; в 1930—1932 р.р. — до Штепівського району УСРР; в 1932—1939 р.р. — до Ульянівського району Харківської області УРСР, а з 1939 р. — до Штепівського району Сумської області.
У 1924 році було впорядковано землеустрій серед селян с. Марківка. Земля розподілялась залежно від кількості їдаків у сім'ї. Колективні господарства в своєму розвитку пройшли три етапи:

І етап розпочався в 1929 році в період колективізації. У працьовитих куркулів почали відбирати сільськогосподарське знаряддя праці. Були відібрані олійниці, крупорушка. Це все стало належати машинотягловим товариствам.
II етап розпочався в 1930 році, коли ці товариства почали об'єднуватися в більші товариства — СОЗи (товариства спільного обробітку землі). Усе знаряддя праці, а також коні, рогата худоба, зерно здавались в СОЗи.
III етап — 1931 рік, коли СОЗи розрослися й перетворилися у великі колективні господарства — артілі, слід відзначити, що в с. Марківка була ще одна форма колективного господарство — це комуна «Нове життя». Місцем її розташування став колишній поміщицький маєток біля хутора Рудка. У комуні жило 37 чоловік. Ця форма об'єднання подальшого розвитку не отримала. Згодом члени комуни ввійшли в сільськогосподарську артіль. Пізніше артілі на території Марківської сільської ради організовувалось  в 4 колгоспи: Жовтневі сходи, Ворошилова, Червоний Колос та Сталіна.
У 1934 р. було підірвано Преображенську церкву. Ікони та інше храмове майно розграбували. Селяни також  брали з руїн цеглу для своїх господарств. Надалі на місці розташування церкви був облаштований сквер.
У 1937-38 роках сталінські репресії не оминули і жителів с. Марківка. Арешти здійснювались в основному за ст. 54-10 «антирадянська пропаганда і агітація» ч. 1 КК УРСР. Вироками були як ВМП так і ув'язнення на тривалі строки до таборів. В боротьбі з ворогами народу «спеціалісти» НКВС викривали і цілі контрреволюційні організації: так в Штепівці, Марківці та Печищі в 1938 році знищено есерів та контрреволюційну націоналістичну організацію.

### Комуністичний голодомор
У роки Голодомору 1932—1933 років с.Марківка зазнала чималих людських втрат. За непідтвердженими даними (на даний час актові записи про смерть не знайдено) померло до 1/3 жителів. Про тяжкі обставини існування свідчить і те що мали місце факти людоїдства, про що відмічено в офіційних документах Ульянівського райкому КП(б)У за 1933 р та на цьому фоні виділялась продуктова допомога для жителів села.

### Село у роки Великої вітчизняної війни (1941—1943)
09.10.1941 село зайняли німецькі війська. В кінці 1941 — на початку 1942 р.р. — територія села знаходиться в межах військової зони. З літа 1942 р. — тиловий район зони військового управління. Присутність німецької адміністрації супроводжувалась сільськогосподарськими повинностями та відправленням молоді на примусові роботи до Німеччини.
У вересні 1943 року с. Марківка була визволена радянськими військами. Згідно офіційної радянської статистики на фронтах воювало 156 жителів — марківчан, 136 з них нагороджено за бойові заслуг, при цьому 84 односельців загинули на фронтах[4]. Проте, кількість загиблих воїнів була значнішою (влада не враховувала зниклих безвісти). На увічнення пам'яті 326 земляків, що загинули на фронтах та 28 воїнів, що загинули в боях біля села (імена 26 з них відомі), у центрі Марківки встановлено Меморіальний комплекс. Шефство над меморіалом здійснює Марківська загальноосвітня школа.
Увічнення пам’яті загиблих воїнів
У центрі села, біля сільради встановлений меморіальний комплекс в пам’ять про загиблих у Другій світовій війні. Це братська могила радянських воїнів, що загинули під час визволення села від німецько-нацистських загарбників 3 вересня 1943 та померли від ран. У братській могилі похований 31 воїн 21-го, 42-го, 497-го, 764-го, 836-го, 931-го, 1140-го, 1142-го, 1144-го стрілецьких полків 180-ї стрілецької дивізії 38-ї армії, 39-ї гвардійської бригади 704-го стрілецького полку. Відомі прізвища 27 загиблих. Останки загиблих воїнів з різних місць були перенесені у братську могилу в 1954 році. У тому ж році встановлено обеліск. В 1957 році обеліск замінили залізобетонною скульптурною групою: воїн, дівчинка та хлопчик на цегляному потинькованому постаменті. У 1967 році зліва від братської могили встановили бетонний обеліск пірамідальної форми, на бокових гранях його закріпили дошки з прізвищами загиблих воїнів-земляків. У 1993 році проведена реконструкція і уточнення записів. Тепер попереду скульптурної групи, на могилі покладена надгробна плита з чорного граніту з прізвищами 27 загиблих воїнів.

### Період другої присутності комуністів
Тяжких випробувань зазнали марківчани і в голодні 1946—1947 р.р.
Після війни на території с. Марківка сільське господарство зазнавало чималих змін. У 1951 року з чотирьох колгоспів утворився один колгосп «Сталіна», а в 1960 році його було перейменовано на колгосп «Дружба».
Після адміністративних реформ 1957 р. с. Марківка територіально стало відноситись до Ульянівського району Сумської області, а вже після реформи 1963 р. — до Білопільського району Сумської області.
В 60-х в селі працюють сітровий заводик, молочарня, млин та пекарня, ветлікарня.
На місці колишнього маєтку Камінських був розбитий значний за обсягами фруктовий сад.
За колгоспом було закріплено 6 248 га сільськогосподарських угідь, у тому числі 5 597 га орної землі. Вирощували зернові (в основному озиму пшеницю, ячмінь), технічні (переважно цукровий буряк) та овочеві (головним чином огірки, помідори, капусту) культури. Тваринництво — м'ясо-молочного напрямку. У колгоспі існував комплекс з вирощування нетелей, цегляний завод.
В період укрупнення господарств до складу колгоспу «Дружба» увійшов колгосп «Комінтерн» (с. Луциківка). Так тривало до 1987 року, коли на базі двох бригад колгоспу «Дружба» було створено колгосп «Світанок» (с. Луциківка), який уже розвивався окремо.
Значна кількість колгоспників за трудові здобутки нагороджені орденами і медалями СРСР, зокрема орденом Леніна — доярка А. А. Жайворонок, орденом Жовтневої Революції — агроном овочівник Г. А. Діденко.
Серед керівників, які очолювали сільськогосподарське підприємство слід відмітити: Гордієнка (в 60-х роках), Хижняка П. Т. (в 70-х роках), Шкурата О. О. (в 80-90-х роках).
У 70-х роках в Марківці працюють середня школа (24 вчителя і 237 учнів), будинок культури з залом на 450 місць, бібліотека з фондом 11,8 тис. примірників книг, дитячий садок, дільнична сільська лікарня на 25 ліжок (14 медпрацівників, у тому числі 2 лікаря), сім магазинів, аптека, відділення зв'язку, пункт побутового обслуговування.
В 1988 році до села було проведено газ. До всіх центральних садиб підключено центральне опалення. В кінці 80-х — на початку 90-х році більшість вулиць у селі має дороги з твердим покриттям, збудовано двоповерховий дитсадок на 90 місць, їдальню, гуртожиток, нову аптеку, будинок побуту, медичний профілакторій, адміністративне приміщення, у якому розташувались сільська рада, пошта та телефонна станція.
Серед сільських голів слід відмітити Гуйву І. П. (в 60-х роках), Зінченка А. А., Гупала Г. І. (в 70-90-х роках).
Уродженці с. Марківка брали участь у війні в Афганістані (1979—1989), ліквідували наслідки аварії на ЧАЕС (1986).

### Відновлення Української державності
У 1995 році колгосп «Дружба» реорганізовано в КСП «Дружба», в 2000 році — в ПСП «Дружба», а з березня 2002 року — в ТОВ а/ф «Дружба»(визнано банкрутом в 2007 р., припинено діяльність в 2008 р.).
У 1998 році в с. Марківка на території пройшло розпаювання земель, колгоспники одержали сертифікати на землю, а в 2001 році вже державні акти на право приватної власності на землю.
У вересні 2006 році було створено ПП «Дружба 6» (орендує землі громади в інтересах групи компаній КЕРНЕЛ, яка поглинула в 2017 році активи попереднього орендаря — агрохолдингу «УКРАЇНСЬКІ АГРАРНІ ІНВЕСТИЦІЇ»). Керівники підприємства: Сорока Ю. М. (2006—2018), Шевченко Ю. В. (2018-2020), Маруфенко І.В. (з 2020 року).
Примітною окрасою села був вітровий млин, що височів неподалік центральної зупинки рейсових автобусів. Про те він згорів в кінці 90-х в результаті необережного поводження з вогнем.
Марківську сільську раду в нові часи очолювали Деркач В. Д. та Мельник М. С. 
Марківський старостат очолювали Мельник М.С. та Семенко В.О.
В 90-х роках на базі старого приміщення школи реконструювали Спасо-Преображенську Церкву. Служби проводяться в суботу, неділю та у великі свята. Церкву відвідують прихожани з сіл Марківка, Рудка і Луциківка.
12 червня 2020 року, відповідно до розпорядження Кабінету Міністрів України № 723-р «Про визначення адміністративних центрів та затвердження територій територіальних громад Сумської області», село увійшло до складу Миколаївської селищної громади.
19 липня 2020 року, в результаті адміністративно-територіальної реформи та ліквідації Білопільського району, село увійшло до складу новоутвореного Сумського району.

### Уродженці села
- Скринник Станіслав Самойлович, народився в 1932 року в с. Марківка, навчався в Марківській школі, потім у ремісничому училищі.  У 1962 році закінчив машинобудівний технікум. Йому присвоєний вищий кваліфікаційний розряд токаря. Із 1960 року — токар Сумського заводу електронних мікроскопів (нині ВАТ «Selmi»). Зробив багато винаходів у виготовленні електронних мікроскопів. Із 1964 року — вісім років був депутатом міської Ради. Нагороджений двома орденами Леніна, орденом Жовтневої революції, медалями.  1974 року присвоєно звання Герой Соціалістичної Праці.
- Низовий Іван Данилович, народився в 1942 році  в с. Рудка Марківської сільради. Закінчив 6 класів Марківської середньої школи. Рано розпочав трудову діяльність. Після служби в армії продовжив навчання у вечірній школі, де екстерном склав іспити за одинадцятий клас. Вступив на заочне відділення факультету журналістики Львівського університету, потім учився на вищих курсах при Літературному інституті ім. М. Горького, працював у пресі. Автор багатьох збірок: «Провесінь», «Стебло», «Тобі моє серце», «Нема переводу» та інші. Поет, член Спілки письменників України. Лауреат багатьох конкурсів та літературно-мистецьких премій, у тому числі імені Богдана і Левка Лепких та імені Олекси Гірника. Твори І. Д. Низового перекладалися російською, татарською, чуваською та іншими мовами. За більш як чотири десятиліття творчої діяльності видав шістдесят п'ять збірок. Із середини 60-х жив і працював на Луганщині. Помер 30 вересня 2011 року в м. Луганськ [14].
- Онопрієнко Максим Федорович, уродженець с.Рудка, завідувач молочно-товарною фермою, кавалер Ордена Леніна , який був депутатом Верховної Ради СРСР 1- го скликання (1937—1946 р.р.).
- Дачко Федір Терентійович, народився в 1923 році в селі Марківка, Герой Радянського Союзу за форсування Дніпра сталінськими військами. У 1933 році утік із батьками від комуністичного терору голодом у с. Краснорічинське Ворошиловградської області.
- Пигуль Валентина Іванівна, уродженка с. Марківка, екс-солістка ансамблю народної пісні «Родень».
- Кириленко Надія Іванівна, народилась у 1968 році в с. Марківка, після закінчення в 1985 році Марківської школи закінчила СДПІ ім. А. С. Макаренка. Працювала вчителем української мови та літератури у ЗОШ № 15,3 м. Суми, Луциківській школі Білопільського району, Сумській класичній гімназії. Із 1991 працює викладачем СДПІ ім. А. С. Макаренка (нині СДПУ ім. А. С. Макаренка). Кандидат філологічних наук (у 2000 р. захистила кандидатську дисертацію «Історичні події та їх герої в художньо-поетичному відтворенні Ліни Костенко»), доцент, заступник директора Інституту філології. Автор понад 70 наукових статей, 7 монографій ("Художньо-національні модуси художніх текстів Ліни Костенко, «Фольклор: мовно-літературні особливості дискурсу» (у співавторстві), «Художнє моделювання образу квітів у українському фольклорі» (у співавторстві)), багатьох навчально-методичних посібників із філології. Автор поетичних збірок "Мить синьоніжності" (2018 р.) та "Скрипка любові" (2019 р.).
- Гуйва Олександр Пилипович — голова виконавчого комітету Запорізької обласної сільської ради депутатів трудящих (1963 р.). Депутат Верховної Ради УРСР 6-го скликання.
- Івануна Іван Якович — український радянський партійний діяч, 2-й секретар Хмельницького сільського обкому КПУ.

- Великород Тетяна Митрофанівна, уродженка с. Марківка (1915 р.н.). Була першою жінкою-трактористкою у селі.